# Natuurkundig Tijdschrift voor Nederlandsch-Indië
Het Natuurkundig Tijdschrift voor Nederlandsch(-)Indië uitgegeven door de (Koninklijke) Natuurkundige Vereeniging (afgekort tot Natuurk. Tijdschr. Ned.-Indië) was een tijdschrift in Indonesië (het toenmalige Nederlandsch-Indië) over de flora, fauna en geologie aldaar. Aanvankelijk werd "Nederlandsch-Indië" in de titel van het tijdschrift zonder verbindingsstreepje geschreven. Er waren honderd nummers in de jaren 1850-1940. Daarna werd het voortgezet als Natuurwetenschappelijk Tijdschrift voor Nederlandsch Indië. Onderzoekers als Pieter Bleeker, Antonie Augustus Bruijn, Carl Ludwig Doleschall, Everhardus Wijnandus Adrianus Lüdeking, Heinrich Christian Macklot, Hermann von Rosenberg, Rudolph Scheffer, Melchior Treub, Adolphe Vorderman en Geerlof Wassink publiceerden in het Natuurkundig Tijdschrift voor Nederlandsch-Indië.

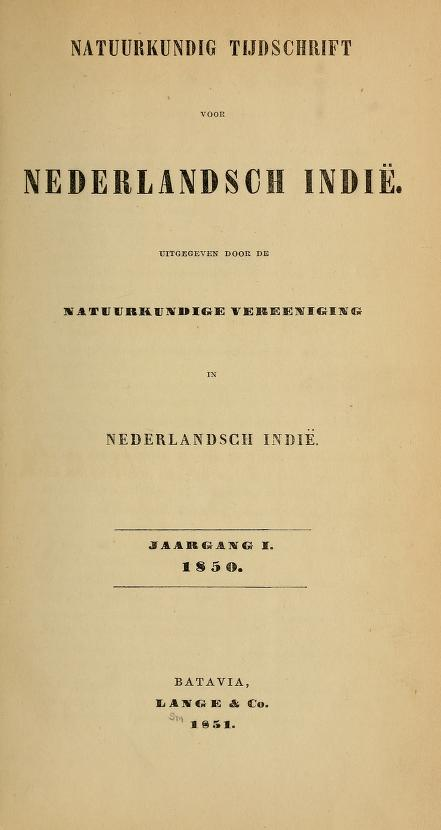
Eerste jaargang, Batavia 1850.

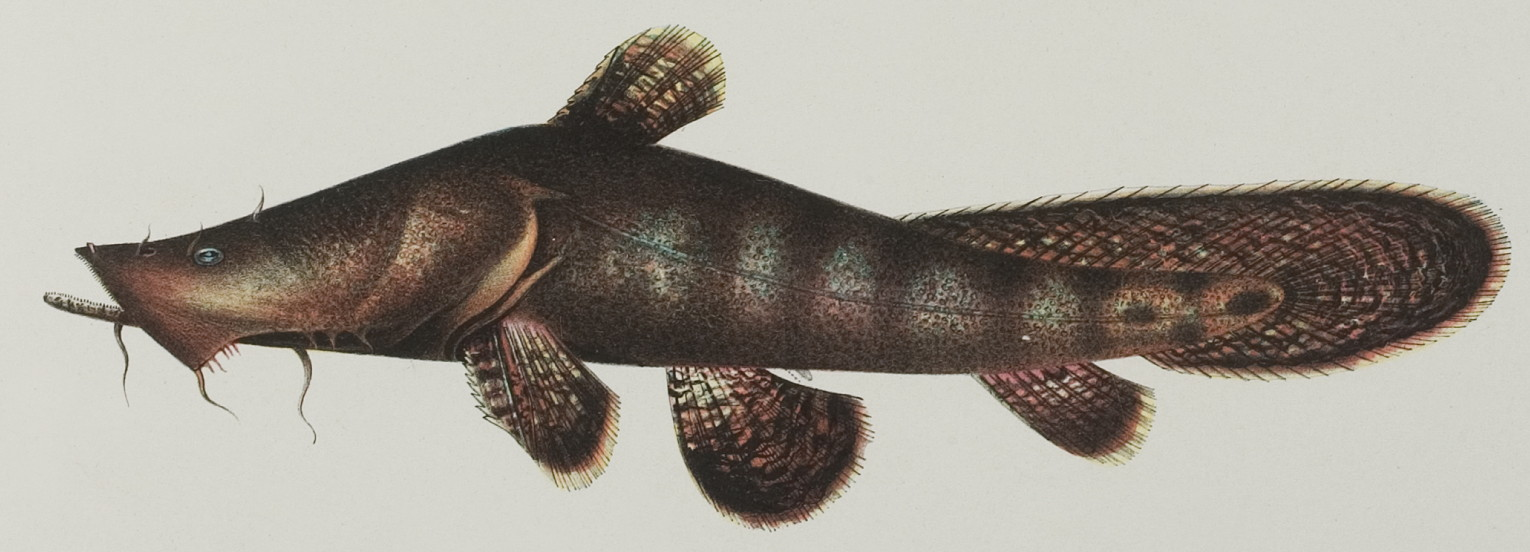
Pieter Bleeker: Chaca bankanensis. Bijdrage tot de kennis der ichthyologische fauna van het eiland Banka. Natuurkundig Tijdschrift voor Nederlandsch Indië v. 3: 443-460, 1852

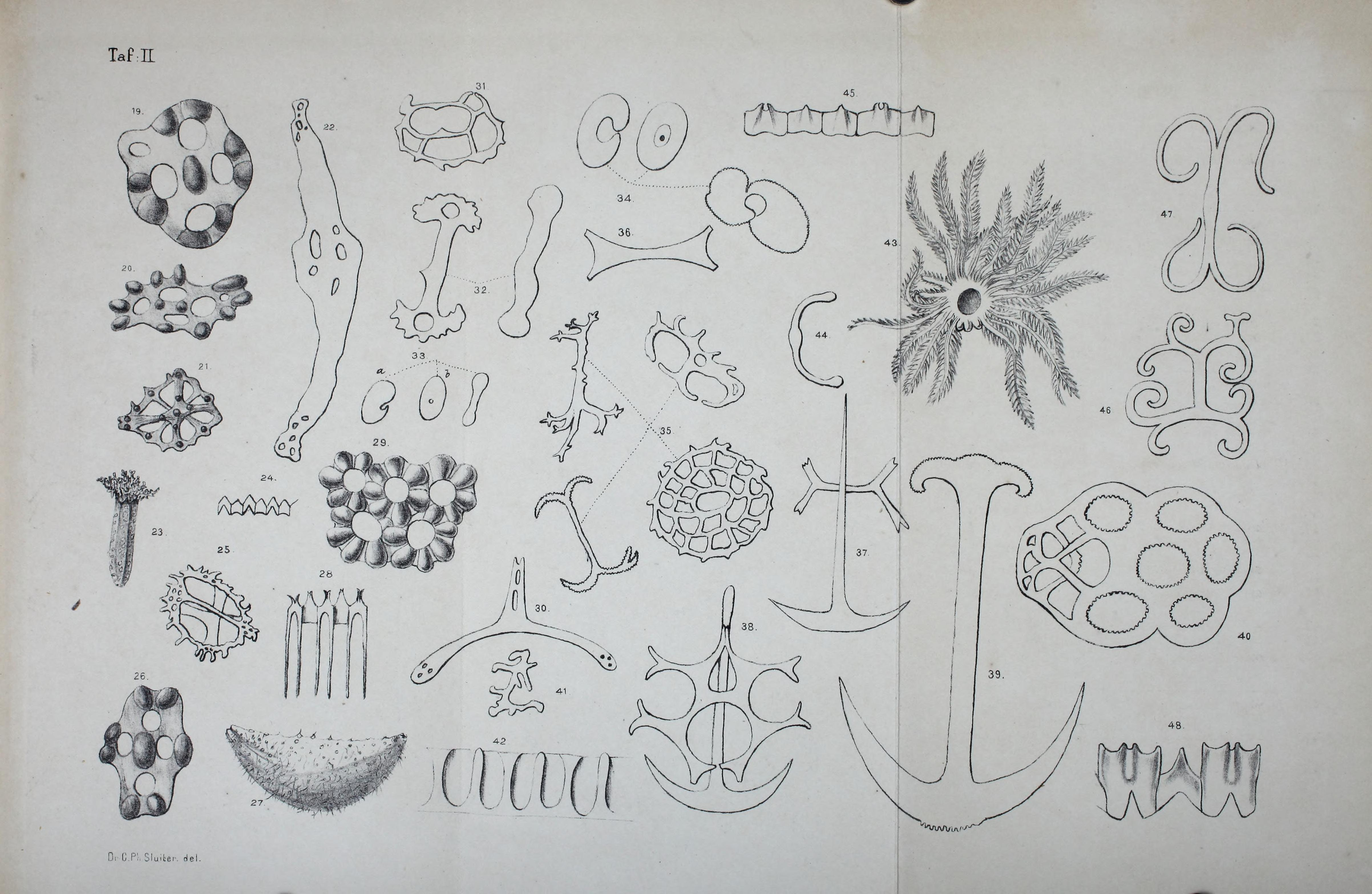
Tekening van dr. C. Ph. Sluiter (Carel Philip Sluiter (1854-1933)), 1887.

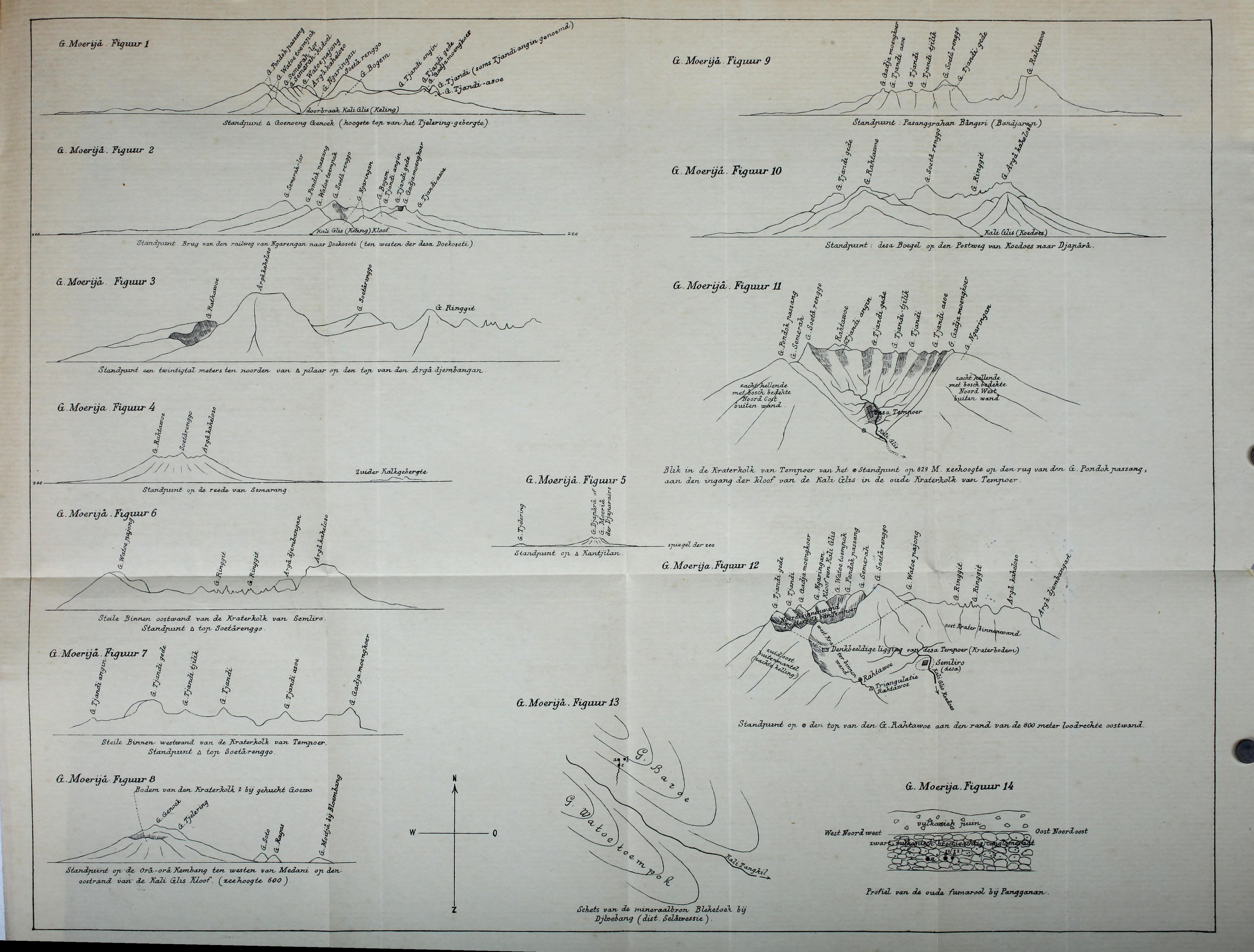
Muria vulkaan, Java, 1887.

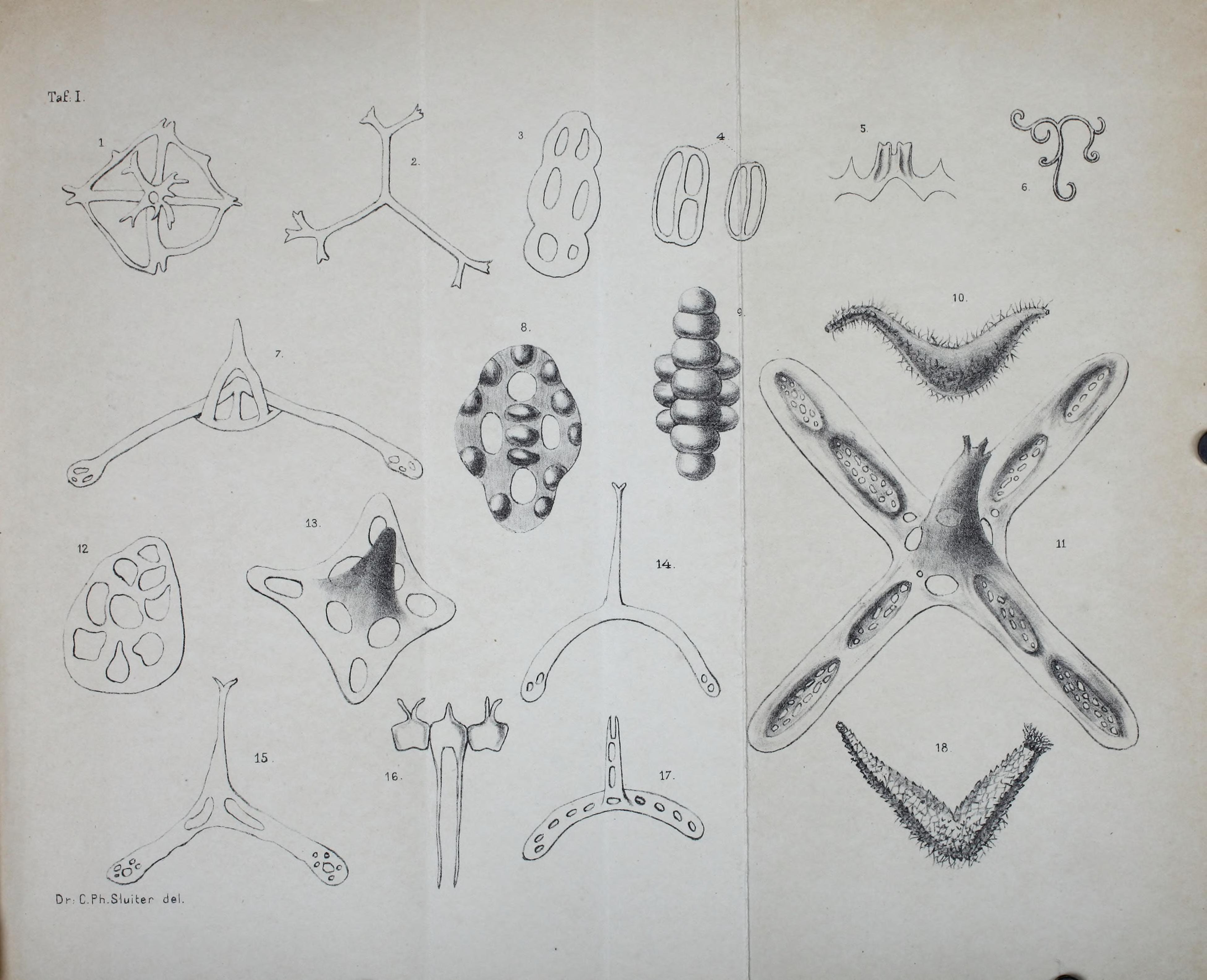
Tekening van dr. C. Ph. Sluiter, 1887.